# جيمي هاسكيل
جيمي هاسكيل (بالإنجليزية: Jamie Haskell)‏ هي لاعبة كرلنغ أمريكية، ولدت في 18 يوليو 1980 في بيميدجي في الولايات المتحدة.

## وصلات خارجية
- جيمي هاسكيل على موقع الاتحاد الدولي للكرلنغ (الإنجليزية)
- جيمي هاسكيل على موقع الاتحاد الدولي للكرلنغ (الإنجليزية)
- جيمي هاسكيل على موقع اللجنة الأولمبية الدولية (الإنجليزية)
- جيمي هاسكيل على موقع أوليمبيديا (الإنجليزية)
- جيمي هاسكيل على موقع اللجنة الأولمبية والبارالمبية الأمريكية (الإنجليزية)